# Josef Michels
Josef Michels (* 4. Juli 1910 in Borbeck; † 7. Dezember 1964 in Freiburg im Breisgau) war ein deutscher Schriftsteller.

## Leben
Josef Michels entstammte einer Arbeiterfamilie. Nach dem Besuch des Gymnasiums in Borbeck studierte er ab 1929 Germanistik, Französisch und Philosophie an den Universitäten in Bonn, Paris und Erlangen. 1933 promovierte er an der Universität Erlangen mit einer Arbeit über Goethes Werther zum Doktor der Philosophie. Anschließend lieferte er Beiträge für diverse Zeitungen und war als Dozent an der Hamburger Volkshochschule und in Essen tätig. Ab 1938 lebte er in Wien, wo er als Redakteur einer Zeitung arbeitete. Im Herbst 1940 wurde er zur Wehrmacht eingezogen. Nachdem er anfangs als Soldat der Artillerie angehört hatte, wurde er später als Kriegsberichterstatter bei der Infanterie an der Ostfront und auf dem Balkan eingesetzt. Im Januar 1944 wurde er schwer verwundet und schied aus der Wehrmacht aus.
Nach 1945 war Michels als freier Schriftsteller und Journalist tätig und später Dozent an der Universität Hamburg. Ab 1952 war er Leiter der Volkshochschule und des Stadtjugendamtes der Stadt Münster/Westfalen. Sein letzter Wohnort war Freiburg im Breisgau.
Josef Michels veröffentlichte neben literaturwissenschaftlichen Abhandlungen Romane und Erzählungen.

## Werke
- Die Kiesschlucht, Essen 1933
- Goethes Werther, Kiel [u. a.] 1936
- Adalbert Stifter, Berlin [u. a.] 1939
- Flammen im Emscherbruch, München 1940
- Der Weiher, München 1942
- Das gewonnene Leben, München 1944
- Schlagende Wetter, Paderborn 1947
- Clemens Brentano, Münster 1948
- Die Schmiede Gottes, Düsseldorf 1948
- Dreimal Orel, Recklinghausen 1952